# Sci di fondo ai VII Giochi asiatici invernali
Le gare di sci di fondo dei VII Giochi asiatici invernali si sono svolte dal 31 gennaio al 5 febbraio 2011, al Sci nordico/Cross-Country Ski Complex di Almaty, in Kazakistan. In programma dodici eventi.

## Calendario
| Uomini | Sprint | Sprint di squadra TL | 15 km TL | 10 km TC | Staffetta 4x10 km | 30 km TC | 6  |
| Donne  | Sprint | Sprint di squadra TL | 10 km TL | 5 km TC  | Staffetta 4x5 km  | 15 km TC | 6  |
| Totale | 2      | 2                    | 2        | 2        | 2                 | 2        | 12 |

## Podi

### Uomini
| Evento                                                  | Oro                                                                             | Tempo     | Argento                                                           | Tempo     | Bronzo                                                          | Tempo     |
| 10 km tecnica classica (dettagli)                       | Keishin Yoshida                                                                 | 29'39"2   | Nikolaj Čebot'ko                                                  | 30'22"7   | Aleksej Poltoranin                                              | 30'29"0   |
| 15 km tecnica libera (dettagli)                         | Keishin Yoshida                                                                 | 49'31"0   | Nobu Naruse                                                       | 49'58"5   | Nikolaj Čebot'ko                                                | 51'30"1   |
| 30 km tecnica classica con partenza in linea (dettagli) | Aleksej Poltoranin                                                              | 1:24'49"0 | Sergej Čerepanov                                                  | 1:24'49"5 | Keishin Yoshida                                                 | 1:25'14.0 |
| Staffetta 4x10 km (dettagli)                            | Kazakistan Sergej Čerepanov Aleksej Poltoranin Nikolaj Čebot'ko Evgenij Veličko | 1:54'40"9 | Giappone Kouhei Shimizu Keishin Yoshida Masaya Kimura Nobu Naruse | 1:57'45"6 | Corea del Sud Im Yeui-Gyu Ha Tae-Bok Lee Jun-Gil Park Byung-Joo | 2:08'07"4 |
| Sprint (dettagli)                                       | Aleksej Poltoranin                                                              | 3'59"9    | Nikolaj Čebot'ko                                                  | 4'00"0    | Yuichi Onda                                                     | 4'02"5    |
| Staffetta sprint (dettagli)                             | Kazakistan Nikolaj Čebot'ko Aleksej Poltoranin                                  | 22'46"2   | Giappone Nobu Naruse Masaya Kimura                                | 22'59"2   | Corea del Sud Jung Eui-Myung Park Byung-Joo                     | 24'34"9   |

### Donne
| Evento                                                  | Oro                                                                                    | Tempo     | Argento                                                                  | Tempo     | Bronzo                                         | Tempo     |
| 5 km tecnica classica (dettagli)                        | Masako Ishida                                                                          | 16'10"3   | Madoka Natsumi                                                           | 16'48"6   | Li Hongxue                                     | 17'12"1   |
| 10 km tecnica libera (dettagli)                         | Lee Chae-Won                                                                           | 36'34"6   | Masako Ishida                                                            | 37'15"8   | Yuki Kobayashi                                 | 37'15"9   |
| 15 km tecnica classica con partenza in linea (dettagli) | Masako Ishida                                                                          | 45'45"3   | Elena Kolomina                                                           | 46'31"1   | Svetlana Malahova-Shishkina                    | 46'33"5   |
| Staffetta 4x5 km (dettagli)                             | Kazakistan Elena Kolomina Oxana Yatskaya Anastasia Slonova Svetlana Malahova-Shishkina | 1:01'45"1 | Giappone Madoka Natsumi Masako Ishida Yuki Kobayashi Michiko Kashiwabara | 1:02'38"1 | Cina Man Dandan Li Hongxue Li Xin Liu Yuanyuan | 1:05'34"8 |
| Sprint (dettagli)                                       | Madoka Natsumi                                                                         | 3'35"2    | Elena Kolomina                                                           | 3'39"2    | Oxana Yatskaya                                 | 3'41"1    |
| Staffetta sprint (dettagli)                             | Kazakistan Oxana Yatskaya Elena Kolomina                                               | 20'39"9   | Cina Man Dandan Li Hongxue                                               | 21'16"4   | Giappone Naoko Omori Yuki Kobayashi            | 21'34"4   |

## Medagliere
| Posizione | Paese         | Oro | Argento | Bronzo | Totale |
| --------- | ------------- | --- | ------- | ------ | ------ |
| 1         | Kazakistan    | 6   | 5       | 4      | 15     |
| 2         | Giappone      | 5   | 6       | 4      | 15     |
| 3         | Corea del Sud | 1   | 0       | 2      | 3      |
| 4         | Cina          | 0   | 1       | 2      | 3      |
| Totale    | Totale        | 12  | 12      | 12     | 36     |